# 亨里克四世
亨里克四世（波蘭語：Henryk IV Probus or Prawy；1257年/1258年—1290年）是波蘭皮亞斯特王朝弗羅茨瓦夫公爵（1266年－1290年）、希齊納瓦公爵（1289年－1290年）、維隆公爵（1281年－1287年）及波蘭最高的公爵克拉科夫大公（1288年－1290年）。

## 生平
亨里克四世是亨里克二世的孫子、他的第三子白公爵亨里克三世與首任妻子馬佐夫舍公爵康拉德一世的女兒朱迪思所生的唯一兒子。

### 早年
亨里克四世的父親亨里克三世於1266年逝世，本由叔父薩爾斯堡大主教瓦迪斯瓦夫監護，由於薩爾斯堡與弗羅茨瓦夫之間路途遙遠，所以瓦迪斯瓦將亨里克四世帶到布拉格由波希米亞國王奧托卡二世撫養。1270年，瓦迪斯瓦夫逝世，亨里克四世名義上獨自統治整個弗羅茨瓦夫公國，實際上由奧托卡二世統治。

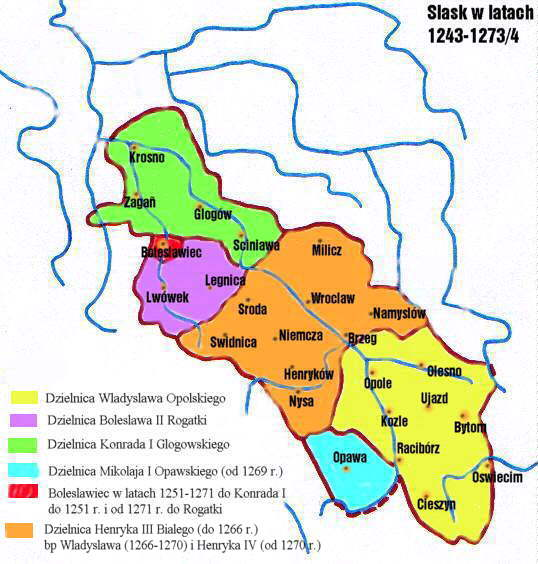
1273年的西里西亞，橙色地區由亨里克四世統治

1273年，亨里克四世長大成人，宣佈正式統治弗羅茨瓦夫公國，但是弗羅茨瓦夫公國已經分出奧波萊公國（由堂叔公奧波萊公爵瓦迪斯瓦夫統治）、萊格尼察公國（由伯父萊格尼察公爵「禿頭」波列斯瓦夫二世統治）及格沃古夫公國（由堂兄弟格沃古夫公爵亨里克三世統治），領土大大地縮小。

### 波列斯瓦夫二世綁架亨里克四世
亨里克四世於1276年在波希米亞與羅馬人民的國王魯道夫一世的激烈衝突中支持奧托卡二世，他為波希米亞軍隊提供食物和避難所。當奧托卡二世被置於帝國禁令之下時，波列斯瓦夫二世藉此機會，在1277年將他的侄子亨里克四世綁架並監禁。
對亨里克四世幸運的是其他諸侯對於他的監禁的反應是憤慨。奧托卡二世的波蘭盟友格沃古夫公爵亨里克三世和大波蘭公爵普熱梅斯瓦夫二世試圖出兵強制波列斯瓦夫二世將亨里克四世釋放。然而波希米亞國王只發出熱烈的呼籲要求釋放而已。亨里克四世的盟友在血腥的斯托萊克戰役（1277年4月24日）中被博萊斯瓦夫二世的兒子萊格尼察的亨里克（即後來的亨里克五世）擊敗，並將兩位公爵普熱梅斯瓦夫二世和亨利三世都擒獲。
亨里克四世最後只能在年底重獲自由，當他在聽到主要盟友奧托卡二世在1278年8月26日的戰役中被神聖羅馬帝國和匈牙利王國的軍隊擊敗及被殺後最終決定投降。亨里克四世被迫將他的三分之一的領土送給波列斯瓦夫二世，包括希隆斯克地區希羅達和斯切戈姆，並被迫將在1273年至1274年從格沃古夫公爵那裡獲得的奧得河畔克羅斯諾抵押，以獲得金錢作為贖金。

### 奧托卡二世的死亡
雖然亨里克四世本人並沒有參加戰鬥，但他已經向奧托卡二世國王派遣了增援部隊，所以奧托卡二世的死亡對弗羅茨瓦夫公爵亨里克四世造成嚴重打擊。在聽到奧托卡二世死亡的消息後，亨里克四世作為國王的兒子瓦茨拉夫二世最親近的親屬之一和盟友去到布拉格並試圖獲得他的監護權（亨利四世的祖母是波希米亞的安妮是已故波希米亞國王奧托卡一世的女兒）。
然而，由於羅馬人民的國王魯道夫一世的行動，亨里克四世並沒有成功。魯道夫一世以羅馬人民的國王的身份將波希米亞的攝政權交給阿斯坎尼家族的勃蘭登堡-薩爾茲維德爾藩侯奧托五世。作為補償，魯道夫一世將波希米亞克沃茲科伯國送給亨里克四世作為封地。

### 1280年向魯道夫一世進貢
當亨里克四世的波希米亞盟友去世後，亨里克四世與國王魯道夫一世和解，並於1280年前往他在維也納的宮廷，在那裡亨里克四世試圖為自己獲得波蘭皇冠。
一些歷史學家認為，弗羅茨瓦夫公爵藉此機會向魯道夫一世進貢，讓他有可能成為波蘭國王。那時，亨里克四世還與奧波萊公爵瓦迪斯瓦夫結盟，後者承諾幫助亨里克四世，條件是如果獲得皇家授權成為波蘭國王，便將最近剛與亨里克四世結婚的女兒（也許叫康斯坦斯），加冕為波蘭王后。

### 意圖獲得西里西亞和所有波蘭的最高權力
亨里克四世與他的西里西亞親屬關係總體上並不好。1280年，他又一次遭受萊格尼察公爵「胖子」亨里克五世的入侵，後者得到勃蘭登堡藩侯的支持，所以抵抗此次入侵是相當困難。
翌年2月，為了使局勢正常化，亨里克四世在弗羅茨瓦夫公國的一個名叫Sądowel的村莊舉行會議，目的是為了尋找西里西亞公爵們之間相互合作的方式。然而，亨里克四世其實有其他計劃：在會議上他立即抓住了他的長期敵人－萊格尼察公爵亨里克五世，以及他自己的盟友格沃古夫公爵亨里克三世和大波蘭公爵普熱梅斯瓦夫二世，以獲得他們的政治讓步。
普熱梅斯瓦夫二世被迫具戰略性地將在小波蘭領土的維隆奉獻出來，並承認亨里克四世的霸權並向他納貢。在隨後的幾年，亨里克四世的良好政治手腕，可以由西里西亞公爵們的表現中反映，希齊納瓦公爵普熱梅斯高和奧波萊公爵博爾科一世都自願交出領地；西里西亞的重新統一似乎觸手可及。
然而，並非所有的西里西亞公爵都接受他的統治：波列斯瓦夫二世的次子亞沃爾公爵博爾科一世、格沃古夫公爵亨里克三世之二弟薩根公爵康拉德二世及奧波萊公爵瓦迪斯瓦夫的四個兒子的其中三個：長子切申公爵梅什科一世、次子比托姆公爵卡齊米日和幼子拉齊布日公爵普熱梅斯瓦夫完全反對亨里克四世的統治。隨著奧波萊公爵們之間的情況變得更加微妙：在1287年，亨里克四世與他們的妹妹取消婚約，後者被送回她的領地。瓦迪斯瓦夫的三子奧波萊公爵博爾科一世仍然忠於亨里克四世的統治。
1280年至1281年期間，亨里克四世第一次嘗試佔領克拉科夫公國，作為對波蘭最高公爵萊謝克二世此前對弗羅茨瓦夫的入侵的回敬。然而，這次遠征並沒有成功。

### 與弗羅茨瓦夫主教托馬斯二世發生衝突
1282年－1287年，亨里克四世與弗羅茨瓦夫主教托馬斯二世發生了長期爭詏。衝突的第一階段，即1274年－1276年，最後以仲裁而結束。爭議在1282年再次爆發；這一次是因為在列格尼卡戰役之後的困難時期，教會沒收土地及財產，以及在審判中違反教會階層的制度。
1282年初，主教將他的投訴轉交給的教宗使者菲利普，這是為了解決糾紛。他的裁決有利於教會的階層制度，亨里克四世提出上訴。1283年，亨里克四世在尼薩組織了一場大型的主教大會，其主要吸引力是騎士的比賽。然而，緊張局勢持續和托馬斯二世，使用教宗使節的支持，並希望打破亨里克四世的反叛，托馬斯二世其後對亨里克四世進行絕罰，並在1284年3月但是整個精神，弗羅茨瓦夫公爵拒絕接受主教的意志並在同一年向教宗瑪定四世提出上訴。當然，很快就會明白，他無法期待羅馬的積極信息。儘管托馬斯二世努力將當地神職人員置於其統治之下，但多個騎士團仍忠誠於亨里克四世，其中包括方濟各會。即使在格涅茲諾大主教雅各·史雲卡未能成功調解之後，衝突仍在繼續。
1285年，亨里克四世利用他對神職人員的權力，奪取尼斯-奧特穆胡夫的主教國的土地。被羞辱的主教托馬斯二世被迫移居到拉齊布日公國。 1287年，亨里克四世進入拉齊布日時。托馬斯二世再也無法逃脫，最終決定從屬於弗羅茨瓦夫公爵。但亨里克四世的勝利換來慷慨的對待：他將之前奪取富裕的土地交還，並建立一個獻給聖十字的學院教堂。
同時，在亨里克四世的外交政策是繼續嘗試獲取其他西里西亞公爵的追隨，間接令他有機爭取波蘭的皇冠。1284年，亨里克四世利用大波蘭貴族薩倫巴家族（托馬斯二世的家族）的背叛為藉口奪得卡利什。其後因為普熱梅斯瓦夫二世不肯接納此舉，經商議後用以換取Ołobok。

### 克拉科夫大公亨里克四世
1288年9月30日，克拉科夫大公及桑多梅日公爵萊謝克二世在沒有後嗣的情況下去世。此事為亨里克四世實現他雄心勃勃的計劃以獲得克拉科夫和波蘭最高公爵的稱號。為此，他於1287年開始已經尋找合適的盟友，當時他與普熱梅斯瓦夫二世和睦相處，並將他送回維隆。根據教授和歷史學家奧斯瓦爾德·巴爾澤的說法，不久之前就開始籌備由萊謝克二世、亨里克四世、大波蘭公爵普熱梅斯瓦夫二世和格沃古夫公爵亨里克三世組成的皮亞斯特公爵們第一次的聯盟，該聯盟有意將波蘭統一起來。儘管這一理論的真實性存疑，在聽到萊謝克二世死信後，亨里克四世已準備好採取行動。
亨里克四世在克拉科夫王位上的主要競爭者是萊謝克二世的同父異母兄弟庫亞維公爵瓦迪斯瓦夫一世和普沃茨克公爵波列斯瓦夫二世，兩人依靠小波蘭貴族的支持。然而，普沃茨克公爵未能獲得克拉科夫總督的決定性支持。1289年2月26日，在普沃茨克公爵和庫亞維公爵的部隊和亨里克四世的部隊之間發生了血腥的謝維日戰役，亨里克四世得到羅馬人民的國王魯道夫一世和奧波萊公爵、格沃古夫公爵和希齊納瓦公爵支持。戰鬥以普沃茨克－庫亞維聯盟的勝利告終；來自亨里克四世的兩個盟友：希齊納瓦公爵普熱澤梅高在戰鬥中喪生，而奧波萊公爵博爾科一世嚴重受傷，並被瓦迪斯瓦夫一世俘獲。
儘管取得了這樣的成功，普沃茨克公爵波利斯瓦夫二世意外地辭去他的申索權，將克拉科夫大公的繼承權留給瓦迪斯瓦夫一世。隨著戰爭對他有利，瓦迪斯瓦夫一世在克拉科夫主教的幫助下（後來因反抗他而被監禁）成功圍攻並佔領瓦維爾城堡並迫使西里西亞軍隊撤退到斯卡瓦。
然而，亨里克四世重新集結他的部隊並於1289年8月親自帶兵前往克拉科夫成為軍隊的領袖。由於克拉科夫市民叛變及方濟各會的幫助（甚至將他藏在他們的修道院裡），亨里克四世攻取了這座城市並被公認為波蘭最高公爵。儘管取得了勝利，但亨里克四世決定留在桑多梅日。

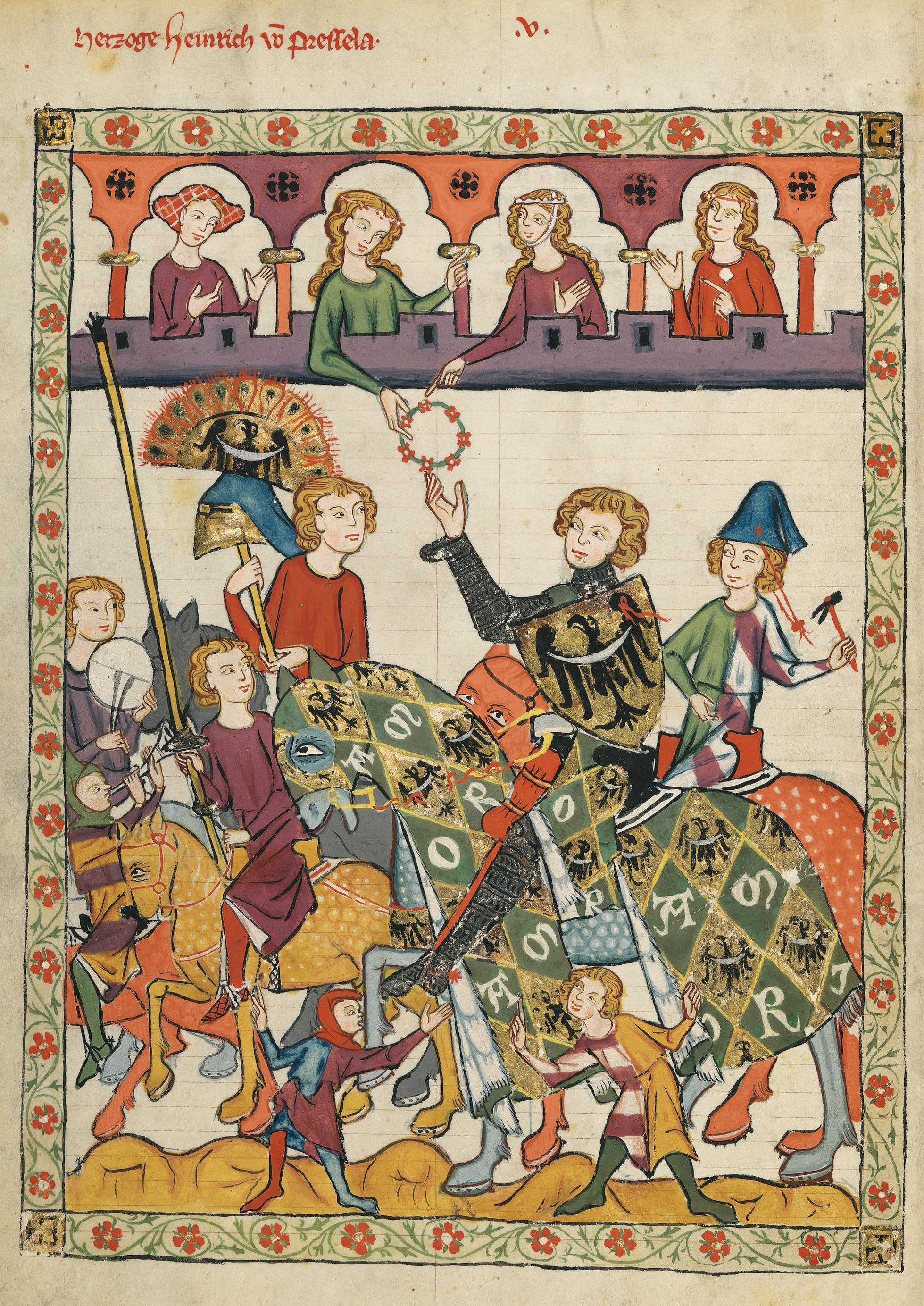
在約1304年馬內塞古抄本內，亨里克四世被描繪為一位戀歌詩人。

### 內政
在亨里克四世統治期間，亨里克四世成功地加強對其公國實施中央集權，以及改善經濟。亨里克四世支持採礦和城市發展，其中許多城市都獲得德國城市法和各種特權。亨里克四世也是一個受過良好教育的貴族，能流利地說幾種語言，並積極支持西方宮廷文化和騎士精神。亨里克四世本人是一位才華橫溢的詩人；他的兩首詩被記錄在馬內塞古抄本中。

## 死亡
亨里克四世忽然於1290年逝世，死時不多於32歲。亨里克四世死亡的細節是由編年史家施蒂利亞的奧托卡所提供，這些細節被一些歷史學家認為是非常可靠，而其他的則認為是存疑的。他逝世的年份被廣泛認同，並且可以在許多方面找到對此的確認。
然而，逝世的日子卻眾說紛芸。其中一個受到最多數量資料來源支持的，並由聖施洗約翰教堂提供的是6月23日，可是還有其他日子如6月24日、7月22日、甚至在4月。

### 中毒
關於亨里克四世去世的真正原因，有幾個獨立的資料來源：如西里西亞公爵墓碑、揚·德烏戈什的編年史及後來的編年史，像波希米亞編年史和施蒂利亞的奧托卡編年史。
根據施蒂利亞的奧托卡，他似乎提供最準確的細節，亨里克四世因為渴望獲得波蘭國王頭銜，所以要求教宗允許加冕。談判成功，只需他向羅馬交出12,000個格里夫納作為禮物送給教宗。但是當特使到達意大利時，發現有400格里夫納在運送過程中被盜，教宗因而被激怒，取消與亨里克四世的所有談判。雖然貪污者能夠避開教宗的憤怒和威尼斯總督的正義，但眾所周知亨里克四世絕不會放過貪污者。為了防止亨里克四世其後復仇，貪污者決定擺脫亨里克四世：一名假律師（亨里克四世其中一名醫生的兄弟）受僱於弗羅茨瓦夫王庭，他慢慢下毒毒死亨里克四世。當時另一位名叫Guncelin的醫生認識到中毒的症狀時，能夠將公爵從即將死亡中解救出來，導致嚴重的嘔吐和清理身體；但是因為刺客並沒有被發現，而可以再次將毒藥放在亨里克四世用來切割麵包的刀上。毒藥終於被發現，但拯救亨里克四世卻為時已晚。亨里克四世因為天主教信仰，決定不起訴或懲罰殺手。
這是一個有關公爵死亡的長故事，只有一些因素得到了其他消息來源所證實。施蒂利亞的奧托卡用許多與茲布拉斯瓦夫斯卡編年史提供的內容一致的細節以講述這個故事。其他消息來源說一位名叫亞歷山大的牧師，作為波希米亞國王瓦茨拉夫二世的副手，背叛亨里克四世的利益，並試圖將這個皇冠交給“卡利什國王”普熱梅斯瓦夫二世。在這個故事中，還提到到羅馬的特使團失竊事件，只是結語有點不同：貪污者被自己的僕人在羅馬街頭殺害。

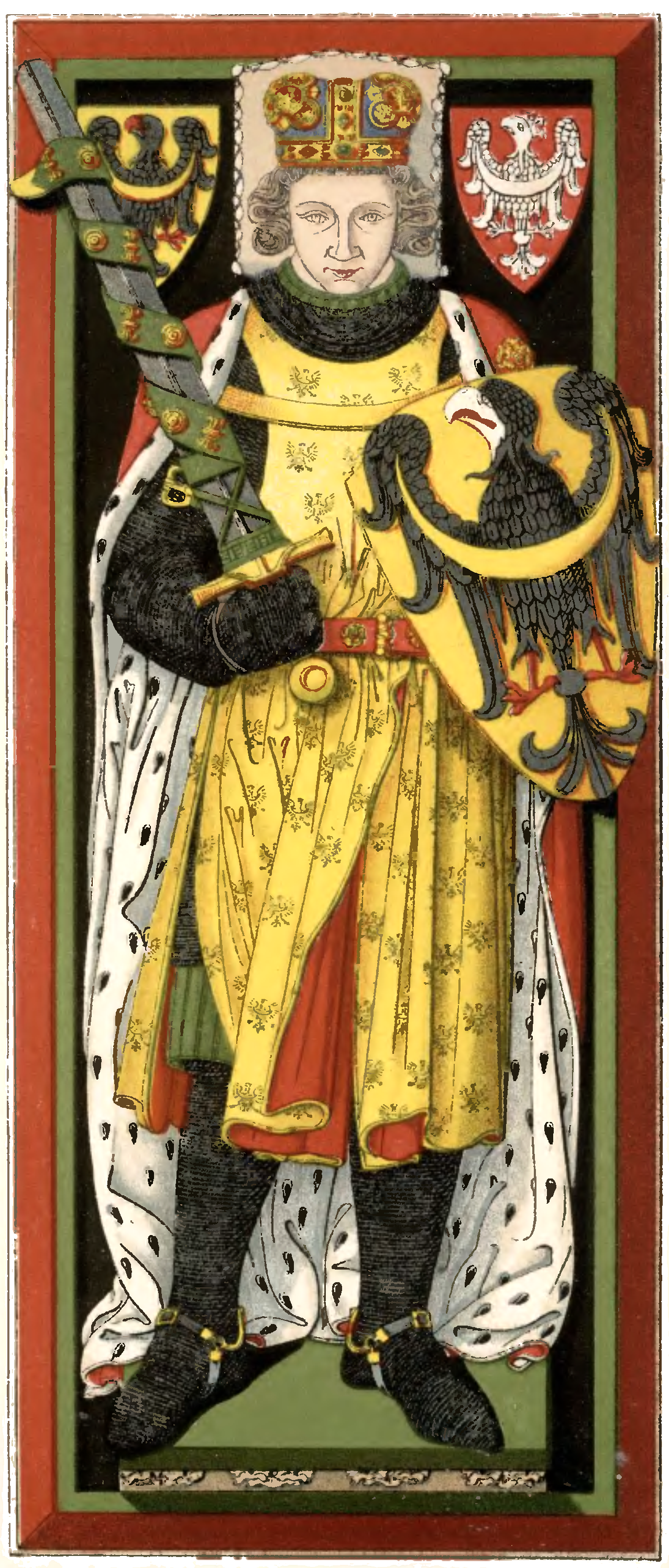
亨里克四世在弗羅茨瓦夫的墳墓肖像。這張圖像試圖重塑中世紀的彩繪

### 殺手
繼施蒂利亞的奧托卡的版本，就像亨里克四世的父親一樣，殺手應該在弗羅茨瓦夫市民中的兩兄弟，其中一位是律師，另一位是醫生。此兩兄弟被認定為約翰（一名律師及公國的顧問）和雅各布（被稱為魔導師，可能是一個醫生），他曾是亨里克三世的醫生。當亨里克四世逝世時，他們兩人仍然在任。據推測，他們為萊格尼察公爵亨里克五世（伯父波列斯瓦夫二世的兒子）致力謀取克拉科夫大公及最高公爵的頭銜，但沒有任何證據支持這一點。並沒有其他人在與亨里克四世的死亡情況相關的情況下可以因為公爵的逝世而得到利益。

### 亨里克四世的遺囑
根據編年史家的記載，垂死的亨里克四世曾訂立兩份遺囑。一份交到弗羅茨瓦夫教堂（給予該主教渴望已久的准許，獲得對尼斯-奧特穆胡夫公國的所有主權）和其他政客（他們為他執行遺囑以解決繼承問題）。在這遺囑中，他將弗羅茨瓦夫公國遺贈給格沃古夫公爵亨里克三世和將克拉科夫以及波蘭最高公爵的名號交給普熱梅斯瓦夫二世。如果其中一位公爵逝世，另一位可以繼承其統治地區，這是比傳統的繼承作出進一步安排。然而，許多歷史學家認為有第三份文件存在。如果這是真的，這將是朝著波蘭統一邁出一步，特別是於早期記載中被詆毀的亨里克四世，實際上是為波蘭利益及是一位真正愛國者（除了有意識地提高對中世紀的種族和語言多元化問題認識這功績外）。其後只有給教會的遺囑（不計算將克沃茲科交回波希米亞國王瓦茨拉夫二世作為介入西里西亞事務的藉口）得到貫徹執行。亨里克四世被埋葬在他於弗羅茨瓦夫創立的圣十字堂。
在當地貴族拒絕接受沃古夫公爵亨里克三世的統治後，亨里克五世在得到波希米亞國王瓦茨拉夫二世的支持下接收弗羅茨瓦夫。瓦茨拉夫二世本人獲得克拉科夫，但普熱梅斯瓦夫二世可以保留波蘭最高公爵的頭銜。
在第二次世界大戰期間，德國人類學家想要證明亨里克四世是“日耳曼人樣貌”。為此，亨里克四世的遺體被移走並進行測試。不幸的是，遺體在戰爭期間失踪。石棺現在放在弗羅茨瓦夫的國家博物館內。

## 婚姻
大約在1280年3月，亨里克四世首先與奧波萊公爵瓦迪斯瓦夫的女兒結婚（約1256年/65年－1287年/88年？），也許叫做康斯坦斯。 經過將近7年的婚姻而沒有子嗣，弗羅茨瓦夫公爵以不育為由取消了他們的婚姻，儘管這一事實受到現代歷史學家的質疑。
到了1288年，亨里克四世與勃蘭登堡-薩爾茲維德爾藩侯“高大的”奧托五世的女兒瑪蒂爾達（約1270年－約於1298年6月1日前）結婚。有歷史學家聲稱，亨里克四世離婚的真正原因是他與瑪蒂爾達保持著曖昧關係，並想與她結婚。他們兩人並沒有孩子。